# Berufjörður (fjord i Island, Austurland)
Berufjörður är en fjord i republiken Island.   Den ligger i regionen Austurland, i den östra delen av landet, 400 km öster om huvudstaden Reykjavík.